# 富津金谷インターチェンジ

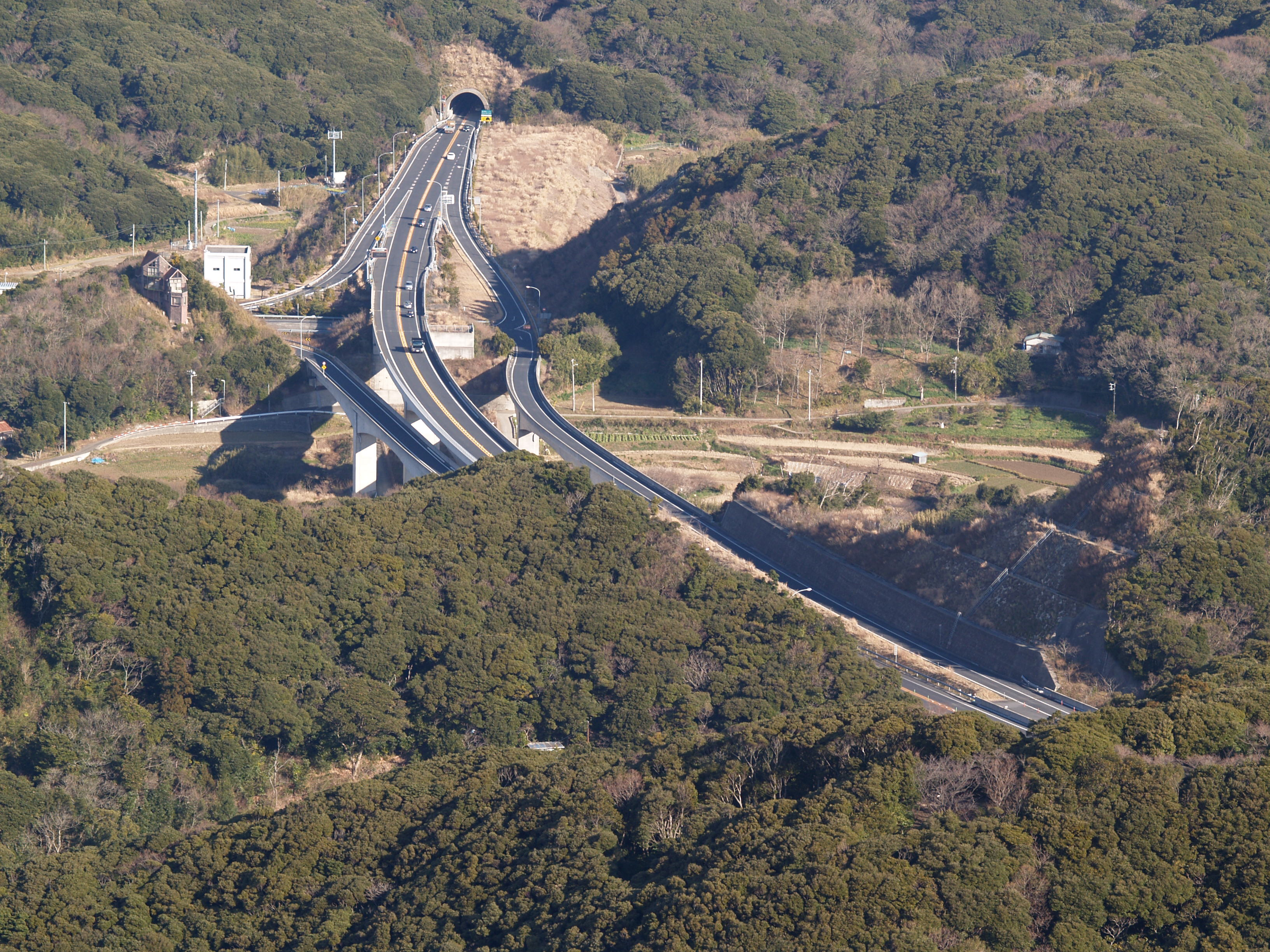
富津金谷インターチェンジ（2010年2月）

富津金谷インターチェンジ（ふっつかなやインターチェンジ）は、千葉県富津市にある富津館山道路のインターチェンジである。
2023年（令和5年）12月7日より料金所がETC専用化した。

## 道路
- E14 富津館山道路（21番）
- 千葉県道237号浜金谷停車場線

## 周辺
- 国道127号
- 鋸山
- 金谷港 - 東京湾フェリー（久里浜方面）が発着
- 浜金谷駅

## 隣
E14 富津館山道路
(20)富津竹岡IC - (21)富津金谷IC - (22)鋸南保田IC